# Quatre poèmes, op. 3 (Roussel)
Pour les articles homonymes, voir Quatre Poèmes.
Quatre poèmes, op. 3, est le premier recueil de mélodies pour chant et piano d'Albert Roussel, composé en 1903 sur des poèmes d'Henri de Régnier.

## Présentation

### Textes
Les textes des quatre mélodies sont d'Henri de Régnier : Roussel puise également dans sa poésie la matière des Quatre poèmes, op. 8 et de La Menace, op. 9.
Les poèmes sont extraits du recueil Les Médailles d'argile, publié en 1900 au Mercure de France.

### Mélodies
Albert Roussel compose ses Quatre poèmes en septembre et octobre 1903, :
1. « Le départ » — Assez lent, à 
 — dédié à Mme Jeanne Raunay ;
2. « Vœu » — Modéré, à quatre temps () — dédié à Mlle Mary Garden ;
3. « Le jardin mouillé » — Modéré, doux et léger, à 
 — dédié à M. Maurice Bagès ;
4. « Madrigal lyrique » — Très modéré, à 
 et 
 alternés — dédié à Mme Albert Groz.

La partition est publiée par Rouart-Lerolle en 1910.

## Création
Les Quatre poèmes sont créés par Jane Bathori, accompagnée par Alfred Cortot au piano, lors d'un concert de la Société nationale de musique, le 21 avril 1906 à Paris, salle Pleyel.

## Analyse
Les mélodies portent le numéro d'opus 3 et, dans le catalogue des œuvres du compositeur établi par la musicologue Nicole Labelle, le numéro L 3.
Guy Sacre ne considère pas les Quatre poèmes, op. 3 et op. 8, comme des cycles de mélodies mais « des recueils, à peine unis par la poésie de Régnier. À peine, car il n'est pas de poète plus versatile, dans le fond comme dans la forme ».

### Le départ
Le premier poème, Le départ, évoque les « regrets du marin résolu qui a pour toujours quitté l'aimée ».
Damien Top remarque que le thème de la mer ne pouvait qu'attirer Roussel, ancien élève de l'École navale, et souligne combien « l'itération rythmique traduit [...] bien le jeu des vagues ». 
Gilles Cantagrel voit dans cette mélodie la houle bercer le voyageur mélancolique, « sur une pulsation de croches à 
 », et note qu'une « formule rythmique syncopée introduite par une quinte descendante accuse ce mouvement de flux et de reflux du sentiment amoureux ; varié, il se retournera un moment à l'annonce d'une mort heureuse, l'amour au cœur ».

### Vœu
Le deuxième poème, Vœu, est en rêve l'offrande à l'aimée « d'un paysage et de « la grande voix sourde de la mer qui se lamente » ».
La mélodie présente un « récitatif flexible, par instants rompu en quasi parlando ». Pour Gilles Cantagrel, « les légers mouvements chromatiques de l'accompagnement et les triolets, souvent en trois-pour-deux, suggèrent quelque vague-à-l'âme latent sous l'apparente douceur ».

### Le jardin mouillé
La troisième mélodie, Le Jardin mouillé, est « un joyau de l'œuvre de Roussel, et un sommet de la mélodie française ».
Le poème est constitué de cinq quatrains, traités par le compositeur en « autant de petites scènes impressionnistes [dont] l'unité sonore [...] est assurée par un continuum de doubles croches staccato égrenant les minutieuses gouttes d'eau [...] régulièrement ponctuées par des quartes et des quintes creuses ». Gilles Cantagrel remarque que l'émotion croît (tempo plus animé, intervalles plus grands, harmonie plus modulante) jusqu'à la strophe médiane, « où il semblerait qu'une présence vienne briser la solitude mélancolique de celui à qui il ne reste plus qu'à se replier dans le silence ».
Dans cette œuvre contemporaine des Jardins sous la pluie de Debussy, Damien Top admire le portrait tracé, « dont les gouttelettes ruissellent si délicatement ».

### Madrigal lyrique
La dernière mélodie du cahier, Madrigal lyrique, rend hommage, en de « longues phrases alanguies », à « la belle inaccessible dans une déclamation très modérée ». Trois cellules rythmiques au piano (croches, triolets, doubles croches) contrastent de façon plus ou moins serrées, « changeantes comme les climats du poème et les modulations qui donnent l'impression d'une improvisation ». 
La durée moyenne d'exécution de l'ensemble du cahier est de quatorze minutes environ. 

## Discographie
- Albert Roussel : les mélodies (intégrale) — Marie Devellereau (soprano), Yann Beuron (ténor), Laurent Naouri (baryton), Billy Eidi (piano), Timpani 2C2064 (2001)
- Albert Roussel Edition (CD 8) — Kurt Ollmann (en) (baryton), Dalton Baldwin (piano), Erato 0190295489168 (2019)[10]

### Ouvrages généraux
- Gilles Cantagrel, « Albert Roussel », dans Brigitte François-Sappey et Gilles Cantagrel (dir.), Guide de la mélodie et du lied, Paris, Fayard, coll. « Les Indispensables de la musique », 1994, 916 p. (ISBN 2-213-59210-1), p. 571-577.

### Monographies
- Caroline Bouju, « Catalogue des œuvres », dans École normale de musique de Paris, Jean Austin (dir.), Albert Roussel, Paris, Actes Sud, 1987, 125 p. (ISBN 2-86943-102-3), p. 46–95.
- Nicole Labelle, Catalogue raisonné de l'œuvre d'Albert Roussel, Louvain-la-Neuve, Département d'archéologie et d'histoire de l'art, Collège Érasme, coll. « Publications d'histoire de l'art et d'archéologie de l'Université catholique de Louvain » (no 78), 1992, 159 p.
- Damien Top, Albert Roussel : Un marin musicien, Biarritz, Séguier, coll. « Carré Musique », 2000, 170 p. (ISBN 2-84049-194-X).
- Damien Top, Albert Roussel, Paris, Bleu nuit éditeur, coll. « Horizons » (no 53), 2016, 176 p. (ISBN 978-2-35884-062-0).